# Roveredo di Guà
Roveredo di Guà là một đô thị ở tỉnh Verona trong vùng Veneto của Ý, có cự ly khoảng 70 km về phía tây của Venice và khoảng 40 km về phía đông nam của Verona. Tại thời điểm ngày 31 tháng 12 năm 2004, đô thị này có dân số 1.437 người và diện tích là 10,2 km².
Roveredo di Guà giáp các đô thị: Cologna Veneta, Montagnana, Poiana Maggiore và Pressana.